# Karl Meyer (Fußballspieler)
Karl Meyer (* 1. Oktober 1925) ist ein ehemaliger deutscher Fußballspieler. Für Turbine Erfurt und Fortschritt Weißenfels spielte er in den 1950er Jahren in der DDR-Oberliga, der höchsten Spielklasse im DDR-Fußball. Mit Turbine Erfurt wurde er 1955 DDR-Meister.

## Sportliche Laufbahn
In der Saison 1953/54 tauchte Karl Meyer erstmals im Aufgebot des zweitklassigen DDR-Ligisten Fortschritt Weißenfels auf. Er wurde in zehn der 26 ausgetragenen Punktspiele eingesetzt und erzielte dabei zwei Tore. Zur Saison 1954/55 wechselte Meyer zum Oberligisten und DDR-Meister Turbine Erfurt. Dort wurde er bereits am ersten Spieltag in der Begegnung Turbine Erfurt – Aktivist Brieske-Senftenberg (0:2) als Einwechselspieler in der 46. Minute eingesetzt. In den darauffolgenden fünf Punktspielen wurde er als Mittelstürmer oder auf der Linksaußen-Angriffsposition aufgeboten. Am sechsten Spieltag schied er, nachdem er das Siegtor gegen Fortschritt Meerane erzielt hatte, verletzt aus und bestritt danach in der laufenden Saison nur noch drei Oberligaspiele. Turbine Erfurt beendete die Saison mit der erfolgreichen Verteidigung des Meistertitels.
Im Herbst 1955 wurde im DDR-Fußball eine so genannte Übergangsrunde ausgetragen, um anschließend die Spielzeiten auf den Kalenderjahr-Rhythmus umzustellen. Zu Beginn der Übergangsrunde kehrte Meyer zum SC Fortschritt Weißenfels zurück, der gerade in die Oberliga aufgestiegen war. Als Mittelstürmer bestritt Meyer alle 13 Oberligaspiele und wurde mit sieben Treffern bester Torschütze der Weißenfelser. In der Oberligasaison 1956 war Meyer von Anfang an dabei und absolvierte alle 13 Punktspiele bis zum Ende der Hinrunde. Die Begegnung Fortschritt Weißenfels – Lokomotive Stendal (5:1) am 3. Juni 1956 war Meyers letztes Oberligaspiel. Er war damit auf 21 Meisterschafts-Einsätze in der höchsten DDR-Fußballklasse gekommen, er spielte neunmal für Turbine Erfurt und 13-mal für Fortschritt Weißenfels. Für jede Mannschaft erzielte er jeweils ein Tor.
Nach dem Ende seiner Oberligakarriere schloss sich Meyer dem viertklassigen Bezirksligisten Dynamo Erfurt an. Mit ihm wurde er 1958 Bezirksmeister und stieg mit ihm für eine Saison in die drittklassige II. DDR-Liga auf.